# 匝魯奇
匝魯奇(梵文：Celukapa)，印度大乘密宗人士，八十四成就者之一。

## 簡介
匝魯奇是滿噶拉鋪的低種姓人士，是個大懶人，整天總是在睡覺。某天，他體認到輪迴的可怕，獨自走到樹下想要修行，卻不知如何修而兀自枯坐。此時巧遇瑜珈士瑪企巴，賜與匝魯奇上樂金剛的灌頂，並且教導他重要的氣脈和圓滿次第的基本教法。匝魯奇禪修九年而淨除染垢，獲得大手印成就。最後宣說了他的修行歷程，即趨入空行淨土。